# 凯·米凯宁
凯·阿斯拉克·米凯宁（芬蘭語：Kai Aslak Mykkänen，1979年7月31日—），芬兰从政人物及经济学家，为民族联合党党员，自2015年起为芬兰议会议员。他曾在2018至2019年间担任内政部长，在2016至2018年间担任外贸及发展部长。现在他是民族联合党议会党团的主席。